# Baloo
Baloo är också namnet på en rollfigur i TV-serien Bröderna Fluff.

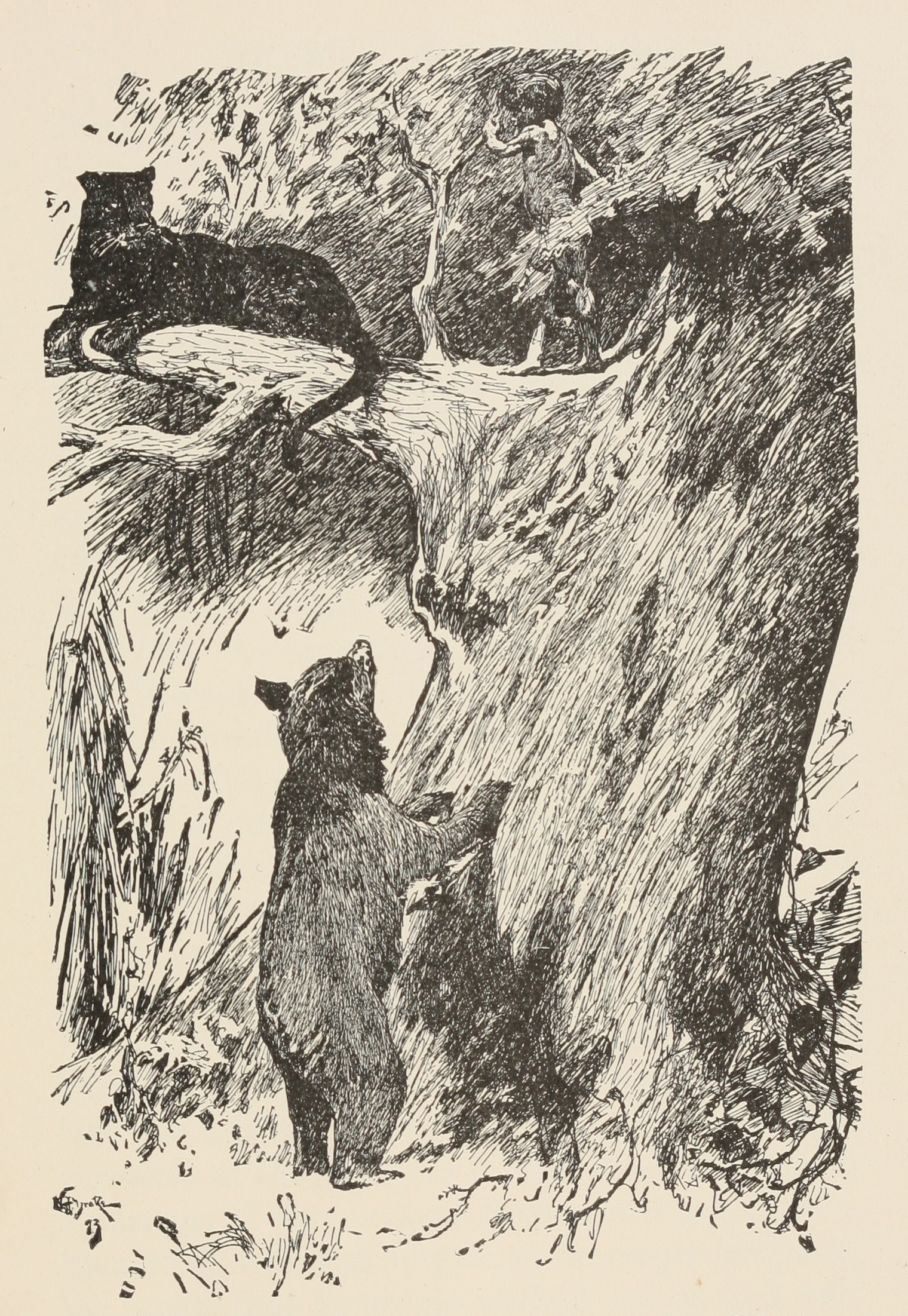
Baloo och Bagheera, på illustration från Kiplings Djungelboken.

Baloo är en av rollfigurerna i Rudyard Kiplings kända novellsamling Djungelboken från 1894. I originalboken är karaktären en vis björn, men i Disneys långfilm efter boken från 1967 är karaktären mer bohemisk och betydligt mindre vis gestalt.

## Beskrivning i bok och på film
I boken är Baloo en stor och vis björn som bor i djungeln. Han är lärare åt vargflockens ungar och blir på det sättet även lärare åt Mowgli. Han lär dem djungelns lagar och även djurens språk.
Till Disneys tecknade filmklassiker bytte Baloo och Bagheera vissa karaktärsegenskaper. Hos Disney är han en stor, glad och korkad men godhjärtad björn som älskar livet och mer använder sin styrka än sitt intellekt. Som disneyfigur är han också med i uppföljaren Djungelboken 2 samt TV-serierna Luftens hjältar (som pilot), och Lilla Djungelboken (som barn).

## Björnart
Kipling namnger Baloo som en brunbjörn ("the sleepy brown bear"). Kipling fick det mesta av sina kunskaper om Indiens fauna från Robert Armitage Sterdale, och denne använde hindi-ordet Bhalu för flera olika björnarter. Daniel Karlin, som var redaktör för den brittiska nyutgåvan av Djungelboken från 1989, anser att Kiplings beskrivning av Baloo mest av allt liknar en beskrivning av en läppbjörn, särskilt som brunbjörnar och kragbjörnar inte förekommer i Seoni-regionen där berättelsen ska utspelas. Däremot anser Karlin att Baloos diet på rötter, nötter och honung är mer typiskt för kragbjörnen än för någon av de andra två möjliga arterna.